# Graphie du lojban
Plusieurs types de  graphies peuvent être envisagées, tant que les principes de régularité et d'absence d'ambiguïté sont respectés.
Le lojban peut être écrit à travers des systèmes orthographiques différents aussi longtemps qu'il répond aux régularités requises.
Certaines des raisons de cette élasticité sont explicitées ci-dessous:
1. Le lojban se définit par ses phonèmes. Tout système de représentation graphique qui respecte l'isomorphisme audio-visuel est considéré comme valide.
2. Le lojban est censé rester neutre du point de vue culturel. Aussi, prôner le système orthographique d'une langue particulière (par ex: l'alphabet latin) est secondaire.

Certains lojbanistes ont étendu ce principe à la recherche et à la création d'une graphie originale et unique au lojban.
Note : Le terme lerfu est utilisé à la place du mot  lettre afin d'éviter toute confusion possible due à la polysémie du mot lettre. (James Cooke Brown avait suggéré l'anglais letteral, par analogie avec numéral).

## Séparations de mots et pauses obligatoires
En théorie, le lojban peut s'écrire sans blancs séparateurs entre les mots, de même qu'à l'oral il n'y a généralement pas de pause entre les mots. De fait, il est courant de supprimer les blancs à l'intérieur d'une série de cmavo (petits mots grammaticaux), d'autant plus qu'ils forment une association fréquente, et cette suppression est pratiquement systématique dans les chiffres ou les attitudinaux.
Cependant certaines pauses jouent un rôle morphologique, et sont dans ce cas obligatoires pour marquer vocalement une séparation entre mots. Dans le langage écrit, ces pauses obligatoires sont marquées par un point.
Les règles gouvernant les pauses/séparations sont assez logiques quand on se rappelle que les mots ordinaires du lojban sont généralement formés de syllabe ouverte, et que le découpage morphologique en mots doit pouvoir se faire sur des critères formels, ce qui impose de marquer certaines séparations par une pause explicite. C'est en particulier le cas quand la morphologie du mot ne suit pas une structure régulière, comme pour les noms propres, noms importés et citations.
Ces règles sont :
Blancs et pauses facultatives
- Il est toujours possible de mettre une pause/séparation entre deux mots ;
- Il est toujours interdit de mettre une pause/séparation au milieu d'un mot.

Points et pauses obligatoires
- Tout mot se terminant par une consonne (nécessairement un cmene - nom propre) doit être suivi d'une pause/séparation.
  - Chaque cmene doit aussi être précédé d'une pause/séparation, mais ce n'est plus nécessaire si le mot précédent est de la série  “la”, “lai”, “la'i”, ou “doi” (ce qui arrive rarement).
- Tout mot commençant par une voyelle doit être précédé d'une pause/séparation. On voit que de tels mots ne peuvent être que des cmavo (mot grammatical), fu'ivla (mot importé) ou cmene (nom propre), puisque tout gismu (racine) et lujvo (composé) commence par une consonne.
- Si la dernière syllabe d'un mot est accentuée (ce qui est inhabituel), et que le mot est suivi d'un brivla (mot prédicatif) accentué sur sa première syllabe, les deux doivent être séparés par une pause/séparation.
- Tous les cmavo de la forme Cy (qui correspondent aux noms des lettres de l'alphabet) doivent être suivis d'une pause, sauf s'ils sont suivis par un autre Cy.
- Toute citation de texte en une langue autre que le lojban doit être précédée et suivie d'une pause/séparation.

## Mode latin
Le lojban comprend 26 lerfu latins choisis en raison de leurs compatibilité ASCII
| a | b | c | d | e | f | g | i | j | k | l | m | n | o | p | r | s | t | u | v | x | y | z | . |, | ' | 
Ils sont volontairement ordonnés en conformité avec les caractères ASCII.
Les majuscules peuvent être utilisées dans les noms propres afin de marquer les syllabes accentuées en dehors de la règle générale d' accentuation. La voyelle ou bien toute la syllabe s'écrit alors en majuscule : par exemple le nom Joséphine [ʒozeˈfin] sera au choix jozefIn. ou jozeFIN. (jozefin. sans majuscules serait accentuée sur la deuxième syllabe [ʒoˈzefin])
Les signes de ponctuation sont facultatifs. Les notions de question, d'exclamation ou autre seront exprimées par des mots plutôt que par des symboles imprononçables.

## Mode cyrillique
Ce mode a été conçu lorsque la brochure d'introduction au lojban a été traduit en russe. 23 lerfu а б в г д е ж з и к л м н о п р с т у ф х ш ъ plus 3 semi-lerfu ', .  sont utilisés. Les diphtongues sont écrites sous forme de paires de voyelles, comme dans le mode romaine.
Le signe dur <ъ> représente le schwa, les diphtongues sont écrites à la manière romane, c'est-à-dire par paire de voyelles successives.

## Mode Tengwar
Kena 
et Eric S. Raymond défendent l'adoption du tengwar en insistant sur le fait que :
1. L'alphabet latin est trop représentatif des civilisations occidentales et introduit donc un préjudice culturel. Le lojban se veut logique et neutre culturellement, ce qu'est déjà le tengwar (car il est un alphabet inventé, fictif, pour l'écriture des langues elfiques dans l'univers de Tolkien, et n'est donc rattaché à aucune culture du monde réel).
2. Certaines règles morphologiques du tengwar sont similaires à celles du lojban, facilitant son apprentissage.

## Mode japonais
Une version japonaise de l'orthographe du lojban a été proposé. plus de 80 lerfu peuvent être utilisés dans ce cas. Ce mode n'est pas sans problèmes, car le hiragana est toujours syllabique, qui indique une syllabe ouverte.